# Тутковский, Павел Павлович
Павел Павлович Тутковский (1889—1958) — русский военный юрист; музыкант и писатель.

## Биография
Родился в 1889 году. Происходил из дворян Киевской губернии. Отец, Павел Аполлонович Тутковский. Мать, Елена Дмитриевна (урожд. Згорская), умерла в 1892 году и он воспитывался тёткой, Е. Д. Тресковой, женой именитого московского купца. После 14 лет возвратился в Киев, где учился в 4-й гимназии (вместе с А. Вертинским и Беклемишевым). Гимназия была окончена в 1907 году. Одновременно он учился играть на рояле у дяди и на скрипке — у Берглуа, впоследствии первой скрипки Мариинской оперы. Окончил Варшавский институт музыки и поступил в Киевский университет, но вскоре прервал университетские занятия и уехал в Рим, где проходил дирижёрский класс, оркестровку и композицию у профессора Сполетти. Вернулся в Киев и вскоре уехал с женой в Москву, где в 1913 году окончил юридический факультет Императорского Московского университета.
Начал службу помощником адвоката. Но с началом Первой мировой войны поступил вольноопределяющимся во 2-ю Финляндскую артиллерийскую бригаду, откуда был командирован в Константиновское артиллерийское училище. Через два года выдержал экзамен на чин подпоручика. С марта 1915 года служил в Киевской конно-горной артиллерийской батарее. Воевал в отдельном тяжёлом артдивизионе, был дважды контужен.
В 1915 году был командирован в Александровскую военно-юридическую академию, которую окончил в 1916 году и был направлен исполняющим обязанности военного следователя в Тернопольский соединённый военный суд. Затем вновь служил на фронте, — в 14-м отдельном тяжёлом полевом артиллерийском дивизионе, где исполнял обязанности старшего офицера и командира. В 1916 году был награждён золотым Георгиевским оружием за бой под Конюками; произведён в капитаны.
После Февральской революции 1917 года служил в Министерстве земледелия, был назначен правителем канцелярии департамента земледелия. Затем был командирован в Петербургское главное военно-судное управление. После октябрьской революции был арестован за принадлежность к военно-судному ведомству; ему грозил расстрел, но он бежал из-под конвоя во время перевода в Петропавловскую крепость. Пробрался в Москву, где несколько дней находился в плену у анархистов. Получил у немецких властей пропуск на Украину и пробрался в Киев. Благодаря влиянию отца, в то время ректора Киевского университета и убеждённого сепаратиста, был назначен П. П. Скоропадским помощником начальника юридического отдела Военного министерства Украины. В мае 1918 года уехал на Дон в Добровольческую армию, где получил назначение в военно-судное управление, был военным прокурором Астраханского казачьего войска. После разгрома войска Красной армией чудом остался в живых и 2 месяца пробирался по киргизским степям в Новочеркасск, где был назначен помощником военного прокурора Кубанского военного окружного суда. Затем был помощником военного прокурора Екатеринославского военно-окружного суда. В начале 1920 заболел тифом и был эвакуирован в Крым. По выздоровлении назначен морским следователем 5 участка Севастопольского морского суда.
В ноябре 1920 года эвакуирован с армией генерала П. Н. Врангеля через Константинополь в Сербию.
Жил в Белграде, работал в ресторане и кинотеатре как пианист, служил в Державной комиссии, занимался в гимназии и университете. Занялся литературной работой, печатался в «Новом времени» и в сербских газетах. В 1925 году стал одним из учредителей Союза русских писателей и журналистов в Югославии, в 1926 году — членом его правления (27 октября 1926 выбыл из Союза). Написал в Сербии несколько романов, в их числе: «Марионетки неведомого», «Перст Божий», «Час голубой», «Дозволенное и недозволенное». Писал романсы («Корсар», посвященный Ф. И. Шаляпину); написал музыку к оперетте «Бедная Лиза». Был в Сербии членом союза комбатантов, Союза военных юристов. Работал как представитель французской торговой фирмы.
В 1928 году переехал в Париж. С трудом получил место пианиста в одном из русских ночных кабаре на Монмартре; выступал также в Русском артистическом обществе. После разорения кабаре, в 1930 году играл на рояле как пианист-тапёр в кинотеатре, в ночных ресторанах, кабаре. В 1931 году стал руководителем оркестра в кинематографе Л. Сирочкина. В свободное время написал романы «Когда на Монмартре погаснут огни» и «Поднявший меч». Сотрудничал в журнале «Мир и творчество». Затем стал директором русского ресторана «Доминик».
В 1931 году был посвящён в масонство в русской парижской ложе «Астрея» № 500 Великой ложи Франции.
Работал присяжным поверенным; был членом Объединения русских адвокатов во Франции. Оказывал материальную помощь литераторам-эмигрантам, участвовал в благотворительных концертах в пользу Комитета помощи русским писателям и ученым (1929). Во время Второй мировой войны в 1939 году был призван во французскую армию. В годы оккупации Парижа создал оркестр «Баян», с которым выступал в кинотеатрах и в театре Шартра (департамент Эр и Луар). Во время оккупации Парижа писал сказки, рассказы и роман на французском языке; при осаде Парижа союзниками заканчивал роман «Огни родных маяков». По окончании войны поступил на службу счетоводом в центральное управление и склады универсальных магазинов «Мей Компании».
Автор романсов (исполнитель Зоя Ефимовская), сочинений для оркестра (входили в репертуар Парижского симфонического оркестра), выступал как дирижер своих произведений. Опубликовал 16 романов на русском языке, в том числе: «Дети кометы» (Белград, 1925), «Когда на Монмартре погаснут огни» (Париж, 1931), «Молот времени» (Париж, 1933), «Огни родных маяков» (переведен на французский язык), «Эмигрант и Черт» (сатира, переведена на французский язык). Писал также по-французски: роман «Au bord d´un abîme» (французская версия «Детей кометы»), стихотворение «Le Sphinx» («Сфинкс»), перевел на французский язык свои сказки. Сотрудничал в журналах «Мир и творчество» (1931), «Иллюстрированная Россия» (1939), «Возрождение» (1951—1953), «Родные дали», «Возвращение», в газетах «Русская мысль» и «Новое русское слово», в сербской, немецкой и швейцарской прессе.
С 1955 года жил в Голливуде (США), работал в коммерческих предприятиях.
Скончался 18 декабря 1958 года в Лос-Анджелесе (по другим данным — 23 февраля 1959 года в Голливуде).

## Семья
Первая жена (с 1913 по 1917) — двоюродная сестра, Алиса Николаевна Тутковская; развелись. Ребенок от первого брака умер вскоре после рождения.
Вторая жена (с 1921 г. в Сербии) — Екатерина Константиновна Решко, архитектор.